# ابلاخ
ابلاخ (به لاتین: Ablakh) در جمهوری آذربایجان است که در شهرستان گوی‌گول واقع شده‌است.